# Истон (Калифорнија)
Истон (енгл. Easton) насељено је место без административног статуса у америчкој савезној држави Калифорнија.

## Демографија
По попису из 2010. године број становника је 2.083, што је 117 (6,0%) становника више него 2000. године.
| Група             | 2000.         | 2010.         |
| Белци             | 811 (41,3%)   | 649 (31,2%)   |
| Афроамериканци    | 12 (0,6%)     | 13 (0,6%)     |
| Азијати           | 78 (4,0%)     | 68 (3,3%)     |
| Хиспаноамериканци | 1.018 (51,8%) | 1.308 (62,8%) |
| Укупно            | 1.966         | 2.083         |